# Blanke Bevrydingsbeweging
El Movimiento de Liberación Blanco (en afrikáans: Blanke Bevrydingsbeweging, abreviado como BBB) era una pequeña pero notoria organización neonazi sudafricana, siendo mayormente conocida por ser la primera organización de extrema derecha en ser prohibida bajo el régimen del apartheid. El BBB fue considerando en su momento la organización más ultraderechista de Sudáfrica.

## Historia
La organización fue formada en junio de 1985 por el Profesor Johan Schabort. Empezó como la organización de soporte para la organización  Blanke Party (Partido Blanco), el cual existió sólo en nombre. En junio de 1987 se hizo público y fue buscando nuevos reclutas, dirigiéndose tanto en afrikáners y descendientes de británicos.
Su líder honorario era Theuns Stoffberg, un exmiembro miembro de la organización camisas grises. Otro miembro notable era Keith Conroy, quién más tarde devendría a ser el "Kommandant" de la "Guardia de hierro" del AWB.

## Actividades
En agosto de 1987 Schabort atendió y habló en una misa conmemorativa para Rudolf Hess, organizada por el Afrikáner Weerstandsbeweging (AWB). El BBB organizaría reuniones informativas y marchas. El BBB buscó para enlazase con organizaciones de derecha internacionales.
El BBB público una "revista bilingüe" descaradamente racista llamadoa Kommando: Stem van die Blankedom (Kommando: La Voz de la raza blanca) publicada por Alan Harvey. Harvey era dirigente de diputado del sur de Natal  (su dirigente era Peter Smith ); Harvey anteriormente había publicado y editó la revista de Patriota sudafricano en Durban, bajo la editorial "Prensa Patriótica". Esta revista llevó anuncios de varias organizaciones alrededor del mundo, incluyendo la Asociación Nacional para el Advenimiento del Pueblo Blanco, de David Duque, la National Vanguard la revista emitida por la Alianza Nacional, revista de Instauración, la revista cultural inglesa Herencia y Destino el Nationalism Today del Frente Nacional  (a la qué Harvey contribuyó ambos bajo su nombre propio y bajo el seudónimo "John Humphries"), y NF News. Harvey fundó al BBB publicando bajo su nombre propio.

## Prohibición
El BBB estuvo prohibido, y se impusieron restricciones en las actividades políticas de Schabort en noviembre de 1988, en reacción a la masacre de personas negras en Pretoria por Barend Strydom. Esto era la primera ques que se imponían restricciones a una organización de extrema derecha en Sudáfrica. Acerca de la prohibición, el entonces ministro de orden público Adriaan Vlok, el ministro de Orden público, dijo que el grupo era "extremistas fanáticos de derecha que favorecen la violencia para llevar el racismo a su extremo".
En diciembre de 1988, Schabort relanzó el BBB como el Blanke Nasionale Beweging (Movimiento Nacional Blanco) bajo el liderazgo nominal de Wynand de Beer, aun así, cuando sus actividades eran claramente igual como el BBB, este fue prohibido en 1989.
El gobierno levantó la prohibición del BBB en febrero de 1990.
Schabort disolvio oficialmente el BBB y el Blanke Party en 1990, y se unió al Partido Conservador. Algunos miembros del BBB, como Keith Conroy, irían al apoyo del Afrikáner Volksfront.

### Acontecimientos más tardíos
Unos cuantos miembros, dirigidos por Jean Pierre du Plessis, buscaron continuar el BBB, con el BBB como el ala política al cual sería añadido una organización extraparlamentaria llamada Partisanos Nacional Socialistas (NSP). Schabort escogió involucrarse Du Plessis Continuó formar el NSP como célula, su bandera era "básicamente blanca con una cruz roja y un swastika". Los miembros del NSP fueron arrestados en 1991 para el asesinato de tres personas negras en Louis Trichardt.
Después de la explosión de una parada en Germiston el 26 de abril de 1994, el cual mató diez personas, la prensa había culpado al por el ataque BBB, pero Schabort negó esto.

## Ideología
La Comisión de la Verdad y la Reconciliación describió la ideología de la BBB como "nazismo refinado". El propio Schabort describió a la organización como "abiertamente racista". El grupo eran supremacistas y estaba en contra de la mezcla de razas. El BBB consideraba a los negros como 'gente de barro' o 'raza de barro'. El BBB buscaba la 'repatriación' (expulsión) de los negros de Sudáfrica, "mediante violencia si fuera necesario ".
También era abiertamente antisemita, (considerando a los judíos como existentes entre blancos y negros) además de abiertamente ser negacionistas del Holocausto. El BBB estaba en contra de la democracia y buscaba un nuevo orden económico.
La AWB criticó a la BBB por ser anticristiana y atea, esto por la tendencia del BBB era hacia la Iglesia del Creador. El BBB usó la runa odal como su símbolo.